# 1000 Miglia di Sebring
La 1000 Miglia di Sebring è una gara di auto sportive che si tiene al Sebring International Raceway, sul sito dell'ex Hendricks Army Airfield World War II Air Base, a Sebring, Florida, USA. L'evento è stato creato per il Campionato del mondo endurance e si è tenuto per la prima volta il 15 marzo 2019 come sesto round della stagione 2018-2019 del WEC.

## Contesto e storia
La gara inaugurale si è tenuta il 15 marzo del 2019, come sesto round della stagione 2018-2019. Per il Circuito di Sebring è un ritorno nel WEC dopo che nel 2012 si era corsa la 12 Ore di Sebring (ora fa parte del Campionato IMSA WeatherTech SportsCar). La seconda gara era originariamente prevista per il 20 marzo del 2020, ma è stata annullata a causa della Pandemia di COVID-19. L'anno seguente, pur essendo migliorate le condizioni, la gara non si è tenuta poiché le restrizioni europee erano ancora in vigore.

## Risultati
| Anno | Vincitori assoluti                               | Team                                          | Vettura                                       | Resoconto                                     | Note  |
| ---- | ------------------------------------------------ | --------------------------------------------- | --------------------------------------------- | --------------------------------------------- | ----- |
| 2019 | Sébastien Buemi Fernando Alonso Kazuki Nakajima  | Toyota Gazoo Racing                           | Toyota TS050 Hybrid                           | Resoconto                                     | [ 2 ] |
| 2020 | Cancellata a causa della Pandemia di COVID-19    | Cancellata a causa della Pandemia di COVID-19 | Cancellata a causa della Pandemia di COVID-19 | Cancellata a causa della Pandemia di COVID-19 | [ 1 ] |
| 2021 | Cancellata a causa della Pandemia di COVID-19    | Cancellata a causa della Pandemia di COVID-19 | Cancellata a causa della Pandemia di COVID-19 | Cancellata a causa della Pandemia di COVID-19 | [ 3 ] |
| 2022 | André Negrão Nicolas Lapierre Matthieu Vaxivière | Alpine ELF Team                               | Alpine A480                                   | Resoconto                                     | [ 4 ] |
| 2023 | Mike Conway Kamui Kobayashi José María López     | Toyota Gazoo Racing                           | Toyota GR010 Hybrid                           | Resoconto                                     | [ 5 ] |